# Lenny Kuhr

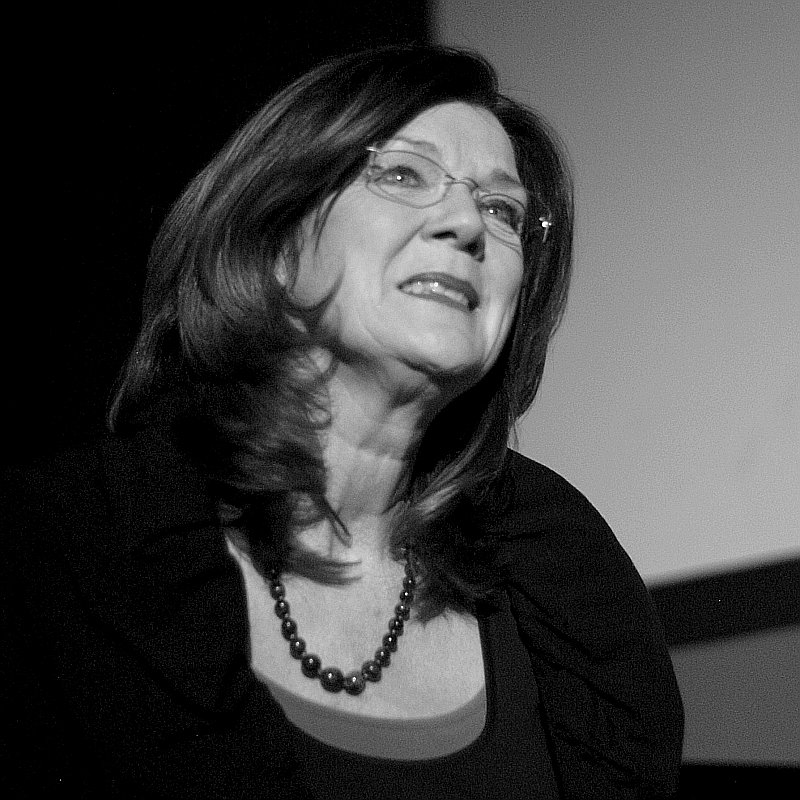
Lenny Kuhr em 2008

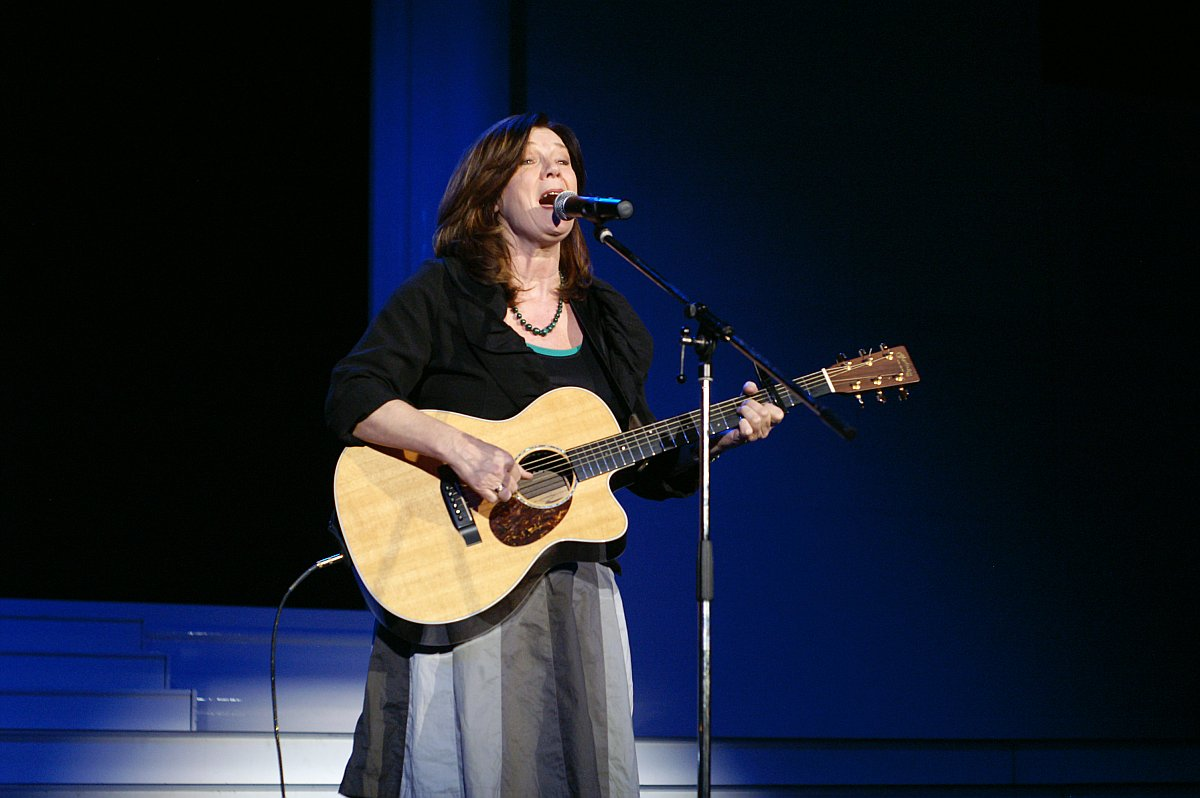
Lenny Kuhr cantando ao vivo em 2008

Lenny Kuhr (Eindhoven, 22 de fevereiro de 1950) é uma cantora e compositora holandesa.
Em 1967, Lenny Kuhr iniciou a carreira de cantora nos Países Baixos, cantando temas da chanson tradicional francesa. No Festival Eurovisão da Canção 1969 representou os Países Baixos com a canção "De troubadour" com letra de David Hartsema, música dela, e a orquestração foi conduzida por  Franz de Kok. Ela foi uma das quatro vencedoras desse ano.
Nos inícios da década de 1970, Kuhr foi melhor sucedida em França que no seu próprio país. Ela subiu ao top francês em 1972 com a canção "Jesus Cristo", interpretada nos espectáculos de Georges Brassens.
Em 1980, ela teve o seu primeiro êxito nos Países Baixos: "Visite", uma canção que ela interpretou com o grupo francês Les Poppys. Ela tinha lançado diversos discos, mas sem obter sucesso de vendas. Em 1982, Kuhr fez a apresentação do Nationaal Songfestival, o festival nacional da canção nos Países Baixos para escolher a canção daquele país no Festival Eurovisão da Canção.
Lenny Kuhr converteu-se ao judaismo. Ela foi casada com Rob Frank e teve duas filhas de um casamento anterior que vivem em Israel. Ela mesma viveu em Israel vários anos.

## Discografia
- 1969: De troubadour
- 1971: De zomer achterna
- 1972: Les enfants
- 1972: De wereld waar ik van droom
- 1974: God laat ons vrij
- 1975: 'n Avondje Amsterdam
- 1976: 'n Dag als vandaag
- 1980: Dromentrein
- 1981: Avonturen
- 1982: Oog in oog
- 1983: Het beste van Lenny Kuhr
- 1986: Quo vadis
- 1990: Het beste van Lenny Kuhr
- 1990: De blauwe nacht
- 1992: Heilig vuur
- 1994: Altijd heimwee
- 1997: Gebroken stenen
- 1997: Stemmen in de nacht
- 1998: De troubadour
- 1999: Oeverloze liefde
- 2000: Visite
- 2001: Fadista
- 2004: Op de grens van jou en mij
- 2005: Panta Rhei